# Vallabhnagar
Vallabhnagar är en ort i Indien.   Den ligger i distriktet Udaipur och delstaten Rajasthan, i den centrala delen av landet, 500 km sydväst om huvudstaden New Delhi. Vallabhnagar ligger 487 meter över havet och antalet invånare är 7 581.
Terrängen runt Vallabhnagar är platt, och sluttar österut. Runt Vallabhnagar är det tätbefolkat, med 411 invånare per kvadratkilometer. Närmaste större samhälle är Māvli, 12,0 km norr om Vallabhnagar. Trakten runt Vallabhnagar består till största delen av jordbruksmark.